# Arnold Spielberg
Arnold Meyer Spielberg (Cincinnati, 6 de febrero de 1917-Los Ángeles, 25 de agosto de 2020) fue un ingeniero eléctrico estadounidense, reconocido por haber contribuido «a la adquisición y registro de datos en tiempo real, lo que influyó de manera significativa en la definición de los procesos modernos de retroalimentación y control».
Para General Electric diseñó, junto con su colega Charles Propster, la unidad central GE-225 en 1959. De la misma forma, citó la primera caja registradora de «punto de venta» controlada por ordenador como su mayor contribución.

## Biografía
Nació en Cincinnati, Ohio, el 6 de febrero de 1917. Sus padres, Samuel y Rebecca, eran judíos de nacionalidad ucraniana y emigraron a los Estados Unidos; ambos se conocieron y se casaron en Cincinnati, ciudad donde nacería Arnold.
Entusiasmado por la electrónica desde pequeño, a los nueve años comenzó a construir radios y a los quince construyó su propio transmisor, habilidad que siguió cultivando al alistarse en el Ejército de los Estados Unidos en enero de 1942, un mes después del ataque japonés a Pearl Harbor, para unirse al cuerpo de señales. Sus habilidades en el diseño de nuevas antenas para aviones lo llevaron a convertirse en jefe de comunicaciones de un Escuadrón de B-25 en la India. Durante el Holocausto, Spielberg perdió entre dieciséis y veinte familiares judíos.
En enero de 1945 se casó con Leah Posner, una concertista de piano. Después de graduarse en la Universidad de Cincinnati con una Licenciatura en Ingeniería Eléctrica, se unió al Departamento de Desarrollo Avanzado de la RCA en 1949.
Hacia 1960, viajó a Moscú como parte de una delegación de ingenieros eléctricos de Phoenix. Dicho viaje coincidió con un incidente que se convirtió en el tema de la película de su hijo Steven, Bridge of Spies.
En 1991 se retiró pero continuó trabajando como consultor para compañías de tecnología y vinculado con USC Shoah Foundation, una organización fundada por su hijo en tributo de las víctimas del holocausto nazi.

## Obra
Cuando la RCA entró en el campo de la informática, Spielberg comenzó a hacer los primeros diseños de circuitos implementando la lógica computacional. Pasando al diseño de sistemas, fue responsable de la creación de un clasificador de datos de cinta a cinta. Diseñó y patentó el primer sistema de biblioteca electrónica, implementado como un sistema de toma de datos almacenados en un conjunto de cintas magnéticas. Ascendido a Gerente de Desarrollo de Productos Avanzados, se le dio la responsabilidad de desarrollar un sistema de punto de venta que incluía una computadora central de procesamiento llamada Recorder Central. El sistema, aunque diseñado muchos años atrás, tenía todas las capacidades de los sistemas de punto de venta actuales, incluyendo búsqueda de precios, cálculo de las transacciones de venta incluyendo el impuesto sobre las ventas, los descuentos y la verificación crediticia. En 1957, Spielberg comenzó a trabajar para General Electric, siendo decisivo en el desarrollo de la serie de ordenadores GE-200.

## Vida personal
Spielberg se casó con Leah Posner (1920-2017) en 1945 y tuvo cuatro hijos: Steven, Anne, Nancy y Sue. Tuvo además catorce nietos y veinte bisnietos. Cumplió cien años en febrero de 2017. Murió por causas naturales en su casa de Los Ángeles, California, el 25 de agosto de 2020, a los 103 años.